# Scymnus weidti
Scymnus weidti är en skalbaggsart som beskrevs av Thomas Casey 1899. Scymnus weidti ingår i släktet Scymnus och familjen nyckelpigor. Inga underarter finns listade i Catalogue of Life.